# Carlos Henrique de Lorena, Príncipe de Commercy
Carlos Henrique de Lorena, Príncipe de Commercy (em francês:  Charles-Henri de Lorraine, prince de Commercy; (Bruxelles, 17 de abril de 1649 - Nancy, 14 de janeiro de 1723), conde e depois príncipe de Vaudémont, de Commercy, etc., é o filho legitimado de Carlos IV da Lorena e Bar nascido da sua ligação com Beatriz de Cusance. 
Ele serviu nos exércitos imperias e, mais tarde, empreende a reconstrução do castelo de Commercy.

## Biografia
Carlos Henrique era o terceiro filho do duque Carlos IV da Lorena com Beatriz de Cusance. O duque tentara anular o seu casamento com a duquesa Nicole de Lorena mas nunca obteve o acordo da Santa Sé. Assim, os filhos nascidos deste « segundo » casamento (que veio a ser reconhecido mais tarde) estavam excluídos da linha sucessória do Ducado. A morte de Nicole de Lorena permite, mais tarde, o casamento de Carlos IV com Beatriz de Cusance, o que legitima os seus filhos, sem os tornar dinásticos.   
O príncipe de Vaudémont recebe do seu pai um pequeno estado soberano composto por territórios no norte do ducado da Lorena: a baronia de Fénétrange, os condados Sarrewerden, de Bitche e de Falkenstein.
O pai atribuiu-lhe o título de conde e depois príncipe de Vaudémont; dele, Carlos Henrique herda, sem dúvida, o temperamento tornando-se um grande militar. É, no entanto, mais fiel e constante, quando escolhe servir a Espanha e não o rei de França, cujas tropas ocupavam os ducados (Lorena e Bar). Cavaleiro da Ordem do Tosão de Ouro em 1675, Governador do Milanês de 1698 a 1706, Grande de Espanha de primeira classe. 

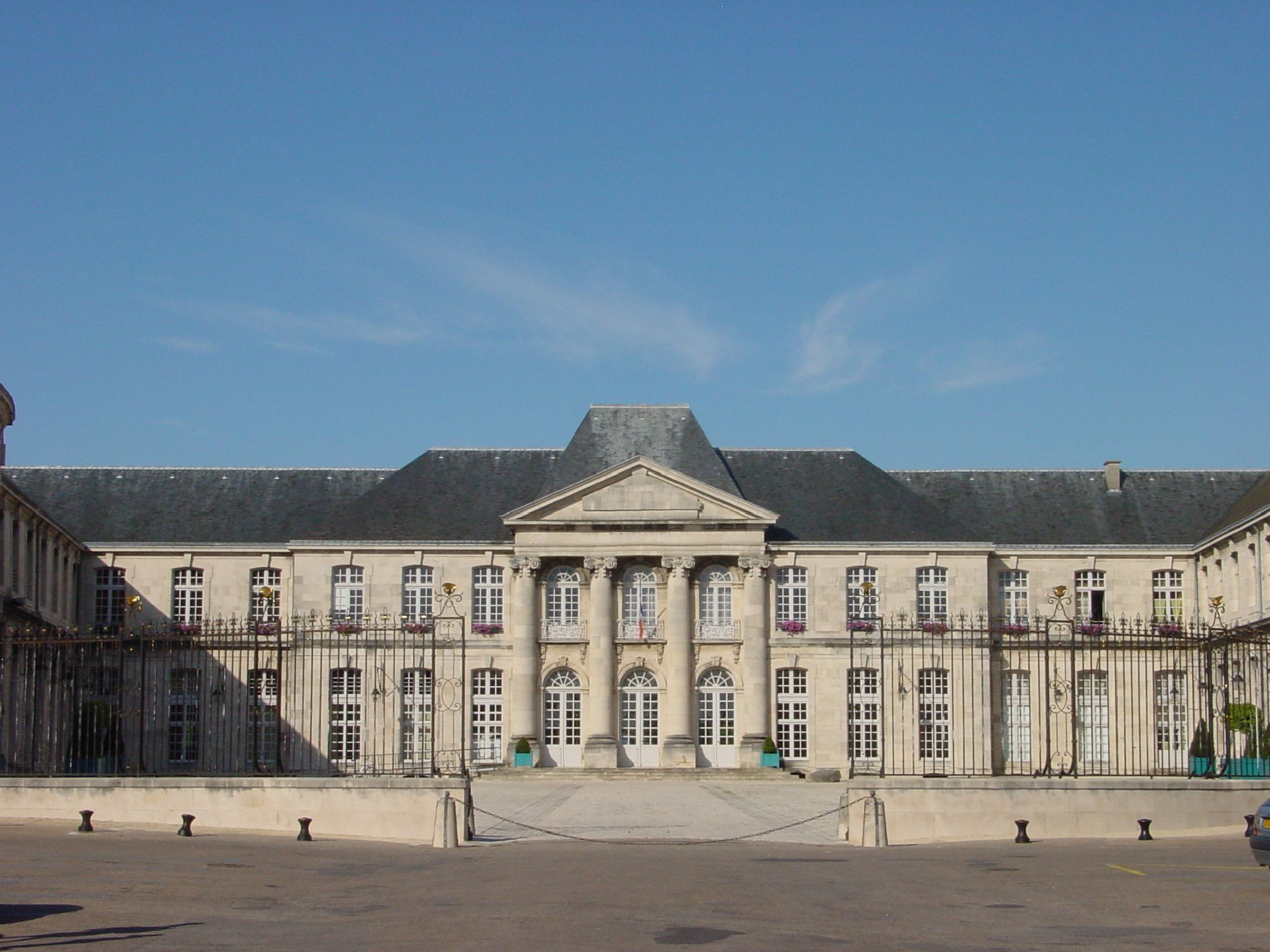
Castelo de Commercy (estado actual)

A França ao devolver as possessões ao duque Carlos IV em 1661, gera um período de acalmia entre as duas monarquias, levando a uma política de reconciliação. O príncipe Carlos, herdeiro dos ducados, fica noivo da princesa francesa Maria Joana de Saboia-Nemours . 
Em 1662, o duque Carlos IV celebra com a França o Tratado de Montmartre onde se previa a reintegração dos Ducados na França e a integração da Casa de Lorena na Casa Real francesa. O tratado é liminarmente rejeitado quer pelos membros da Casa ducal quer pela Corte Soberana (supremo tribunal) da Lorena. Os noivados do príncipe herdeiro loreno são cancelados e o jovem vai servir o Sacro-Império onde se destaca durante a resistência à invasão otomana. No entanto, os ducados de Lorena e Bar só readquirem a sua independência apenas em 1697. O duque Carlos IV more em 1675 e o seu sucessor em 1690. É o filho mais velho do defunto Carlos V, Leopoldo I, que reina em Nancy, cidade que ele descobre aos 19 anos. Ele destaca-se por uma generosidade e uma grandeza de alma que impressionam Voltaire. 
Em 1674, ele dirige a defesa durante o cerco de Besançon, assediada pelas tropas de Luís XIV. A cidade resiste durante vinte dias e a cidadela mais uma semana.

## O principado de Commercy
Com a morte do seu filho, Carlos Henrique renuncia a favor do Ducado de Lorena, do seu estado soberano de nos arredores de Bitche. Em compensação, o seu primo Leopoldo I da Lorena atribui-lhe o Principado de Commercy em 1708. O príncipe constrói nessa pequena capital um grande castelo; Germain Boffrand, arquiteto do rei Luís XIV e primeiro arquiteto do Duque de Lorena, elabora o projeto conservando as bases dum antigo castelo-forte confinado por torres redondas; ele retoma esse mesmo princípio para o célebre castelo de Haroué.
Viúvo desde 1714 o príncipe vem a falecer aos 74 anos, sem descendência sobrevivente. Ele é sepultado na cartuxa de Bosserville que seu pai tinha fundado. O principado de Commercy foi, então, reintegrado no domínio ducal. Mais tarde, um membro do ramo dos Lorena-Elbeuf, José Maria (1759-1812), volta a usar o título de príncipe de Vaudémont. 

## Casamento e descendência
Não estando preocupado com a sucessão ao trono, Carlos Henrique casa, em 1669, com uma das suas primas francesas do ramo de Elbeuf Casa de Lorena, Ana Isabel de Lorena-Elbeuf (filha de Carlos III, Duque de Elbeuf e de Ana Isabel de Lannoy). Deste casamento nasce um filho:
- Carlos Tomás (1670-1704), também um militar como o pai.

## Amador de música e das artes
Durante a sua estadia em Paris, a partir de 1674 que o príncipe descobre a ópera. Torna-se, então, um grande amador de música. Em Bruxelas, o compositor Pietro Antonio Fiocco dedica-lhe uma pequena ópera intitulada Le Retour du printemps, em 13 de junho de 1699, escrita ao estilo de Jean-Baptiste Lully. O manuscrito é conservado na Biblioteca nacional de Viena.
Em Milão, Carlos Henrique patrocina o dramma per musica Angelica nel Cataï, adaptação italiana de Roland, também de Lully, por ocasião da visita de Filipe V de Espanha.
A dedicatória de Nouvelle méthode pour aprender a musique (1709) de Michel Pignolet de Montéclair faz-nos perceber que este foi o mestre de música de Carlos Henrique, e que o acompanhou até Milão, um pouco antes de 1699. Por fim, esteve (provavelmente) em contacto com o compositor Henry Desmarest.

## Ascendência

### Retratos
Retratos pintados de Carlos Henrique de Lorena e da sua esposa estão expostos no hospital Saint-Charles de Commercy.
Existem também retratos gravados por Nicolas (IV) de Larmessin, de uma obra de Jean Ranc.